# Arabian Prince
Kim Renard Nazel, mer känd under sitt artistnamn Arabian Prince, född 17 juni 1965 i Inglewood, Kalifornien, är en amerikansk rappare, låtskrivare, musikproducent och discjockey. Han är mest känd som en av grundarna till gangstarapgruppen N.W.A.

## Diskografi

### Studioalbum
- 1989 – Brother Arab
- 1993 – Where's My Bytches

### Samlingsalbum
- 1990 – Situation Hot
- 2008 – Innovative Life: The Anthology, 1984–1989 (Stones Throw Records)

### Samarbetsalbum
- 1987 – "Panic Zone" (Singel) (med N.W.A)
- 1987 – N.W.A. and the Posse (med N.W.A)
- 1988 – Straight Outta Compton (med N.W.A)